# Okhaldhunga (huyện)
Okhaldhunga (tiếng Nepal:ओखलढुंगा) là một huyện thuộc khu Sagarmatha, vùng Đông Nepal, Nepal. Huyện này có diện tích 1074 km², dân số thời điểm năm 2011 là 147,984 người.

## Dân số
Biến động dân số giai đoạn 1952-2001:
| Năm    | 1952   | 1961   | 1971   | 1981   | 1991   | 2001   | 2011   |
| ------ | ------ | ------ | ------ | ------ | ------ | ------ | ------ |
| Dân số | 145147 | 164429 | 122862 | 137640 | 139457 | 156702 | 147984 |